# کالسینارا
کلسینارا (به انگلیسی: Calcinara) رودخانه‌ای است که در ایتالیا جریان دارد.